# Abilio Calderón Rojo
Abilio Calderón Rojo (* Grijota, 22 de febrer de 1867 - † Palència, 10 de juliol de 1939) fou un advocat i polític espanyol, fou Ministre de Foment i ministre de Treball, Comerç i Indústria durant el regnat d'Alfons XIII.

## Biografia
Membre del Partit Conservador inicia la seva carrera política com a diputat al Congrés a l'obtenir un escó en les eleccions de 1898 en representació de Palència, escó que tornaria a obtenir en tots els processos electorals celebrats fins a 1923 i, després de la dictadura del general Primo de Rivera, en les tres eleccions celebrades durant la II República formant part, en la primera d'elles, de la facció política denominada castellanista agrària independent (l'únic que figura en l'arxiu del Congrés dels Diputats amb tal adscripció) i a les dues següents com a independent.
Va ocupar el càrrec de director general d'Administració Local i d'Obres Públiques, sent autor de la llei que feia el Canal de Castella un canal de reg. També fou governador civil de Madrid en 1917. Va ser nomenat ministre de Foment entre el 20 de juliol i el 12 de desembre de 1919 en el govern que va presidir Sánchez de Toca i ministre de Treball, Comerç i Indústria entre el 8 de març i el 7 de desembre de 1922 en el gabinet presidit per Sánchez Guerra.
Fou un dels vint-i-dos juristes addictes a la revolta de 1936 qui, designats pel Ministeri de Governació el 21 de desembre de 1938, van elaborar el “dictamen sobre la il·legitimitat dels poders actuants el 18 de juliol de 1936”.
El seu nebot-besnet, Ramón Calderón, va ser elegit president del Reial Madrid en 2006.